# Lophiostoma caudatum
Lophiostoma caudatum är en svampart som beskrevs av Fabre 1879. Lophiostoma caudatum ingår i släktet Lophiostoma och familjen Lophiostomataceae.  Arten är reproducerande i Sverige. Inga underarter finns listade i Catalogue of Life.